# Proyección vectorial

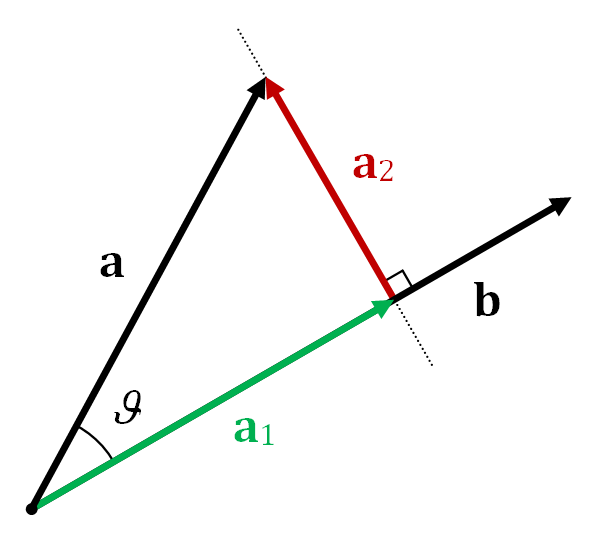
Proyección de a sobre b (a_{1}), y resto de a respecto a b (a_{2})

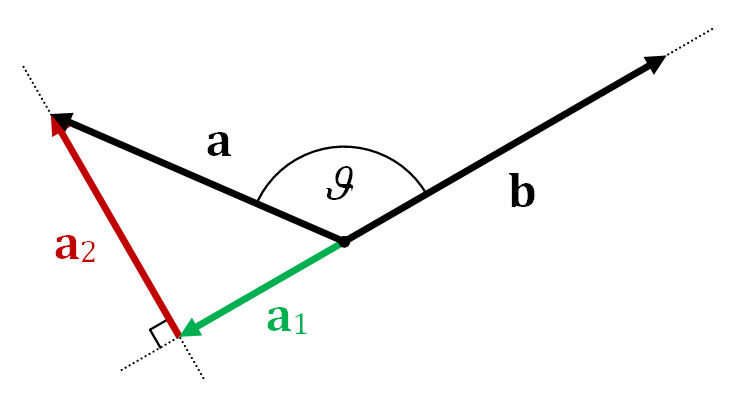
Cuando 90° < θ ≤ 180°, a_{1} tiene una dirección opuesta con respecto a b

La proyección vectorial (también conocida como componente vectorial o resolución vectorial) de un vector a sobre (o respecto a) un vector b distinto de cero, a veces denotado como {\displaystyle \operatorname {proj} _{\mathbf {b} }\mathbf {a} }, es el operador de proyección de a sobre una recta paralela a b. Es un vector paralelo a b, formulado como {\displaystyle \mathbf {a} _{1}=a_{1}\mathbf {\hat {b}} }, donde {\displaystyle a_{1}} es un escalar, llamado proyección escalar de a sobre b, y b̂ es el vector unitario en la dirección de b.
A su vez, la proyección escalar se define como:
{\displaystyle a_{1}=\left\|\mathbf {a} \right\|\cos \theta =\mathbf {a} \cdot \mathbf {\hat {b}} }
donde el operador ⋅ denota un producto escalar, ‖a‖ es la longitud de a y θ es el ángulo entre a y b.
La proyección escalar es igual en valor absoluto a la longitud de la proyección vectorial, con un signo menos si la dirección de la proyección es opuesta a la dirección de b, es decir, si los dos vectores se encuentran en semiespacios diferentes, o si las direcciones de ambos se encuentran en diferentes hemisferios.
La proyección vectorial se puede reescribir en términos únicamente de los vectores de entrada como:
{\displaystyle \mathbf {a} _{1}=\left(\mathbf {a} \cdot \mathbf {\hat {b}} \right)\mathbf {\hat {b}} ={\frac {\mathbf {a} \cdot \mathbf {b} }{\left\|\mathbf {b} \right\|}}{\frac {\mathbf {b} }{\left\|\mathbf {b} \right\|}}={\frac {\mathbf {a} \cdot \mathbf {b} }{\left\|\mathbf {b} \right\|^{2}}}{\mathbf {b} }={\frac {\mathbf {a} \cdot \mathbf {b} }{\mathbf {b} \cdot \mathbf {b} }}{\mathbf {b} }~.}
El componente vectorial o vector resuelto de a perpendicular a b, a veces también llamado vector resto (traducción aproximada del término inglés "vector rejection") de a de b (denotado {\displaystyle \operatorname {oproj} _{\mathbf {b} }\mathbf {a} }), es la proyección ortogonal de a sobre el plano (o, en general, hiperplano) ortogonal a b. Como tanto la proyección a1 como el resto a2 de un vector a son vectores y su suma es igual a a, esto implica que el resto viene dado por: {\displaystyle \mathbf {a} _{2}=\mathbf {a} -\mathbf {a} _{1}.}

## Notación
Normalmente, una proyección vectorial se indica en negrita (por ejemplo, a1) y la proyección escalar correspondiente con fuente normal (por ejemplo, a1). En algunos casos, especialmente en escritura a mano, la proyección vectorial también se indica usando un signo diacrítico encima o debajo de la letra (por ejemplo, {\displaystyle {\vec {a}}_{1}} o a1). La proyección vectorial de a sobre b y el resto correspondiente a veces se denotan por a∥b y a⊥b, respectivamente.

## Definiciones basadas en el ánguloθ

### Proyección escalar
La proyección escalar de a sobre b es un escalar igual a:
{\displaystyle a_{1}=\left\|\mathbf {a} \right\|\cos \theta ,}
donde θ es el ángulo entre a y b.
Se puede utilizar una proyección escalar como factor de escala para calcular la proyección vectorial correspondiente.

### Proyección vectorial
La proyección vectorial de a sobre b es un vector cuya magnitud es la proyección escalar de a sobre b con la misma dirección que b. Es decir, se define como
{\displaystyle \mathbf {a} _{1}=a_{1}\mathbf {\hat {b}} =(\left\|\mathbf {a} \right\|\cos \theta )\mathbf {\hat {b}} }
donde {\displaystyle a_{1}} es la proyección escalar correspondiente, como se definió anteriormente, y {\displaystyle \mathbf {\hat {b}} } es el vector unitario con la misma dirección que b:
{\displaystyle \mathbf {\hat {b}} ={\frac {\mathbf {b} }{\left\|\mathbf {b} \right\|}}}

### Resto vectorial
Por definición, el vector resto de a sobre b es:
{\displaystyle \mathbf {a} _{2}=\mathbf {a} -\mathbf {a} _{1}}
y por lo tanto:
{\displaystyle \mathbf {a} _{2}=\mathbf {a} -\left(\left\|\mathbf {a} \right\|\cos \theta \right)\mathbf {\hat {b}} }

## Definiciones en términos de a y b
Cuando no se conoce θ, el coseno de θ se puede calcular en términos de a y b, mediante la siguiente propiedad del producto escalar a ⋅ b
{\displaystyle {\frac {\mathbf {a} \cdot \mathbf {b} }{\left\|\mathbf {a} \right\|\left\|\mathbf {b} \right\|}}=\cos \theta }

### Proyección escalar
Según la propiedad del producto escalar mencionada anteriormente, la definición de proyección escalar queda como:
{\displaystyle a_{1}=\left\|\mathbf {a} \right\|\cos \theta ={\frac {\mathbf {a} \cdot \mathbf {b} }{\left\|\mathbf {b} \right\|}}.}
En dos dimensiones, esto se convierte en
{\displaystyle a_{1}={\frac {\mathbf {a} _{x}\mathbf {b} _{x}+\mathbf {a} _{y}\mathbf {b} _{y}}{\left\|\mathbf {b} \right\|}}.}

### Proyección vectorial
De manera similar, la definición de la proyección vectorial de a sobre b se convierte en:
{\displaystyle \mathbf {a} _{1}=a_{1}\mathbf {\hat {b}} ={\frac {\mathbf {a} \cdot \mathbf {b} }{\left\|\mathbf {b} \right\|}}{\frac {\mathbf {b} }{\left\|\mathbf {b} \right\|}},}
que es equivalente a cualquiera de las dos expresiones siguientes:
{\displaystyle \mathbf {a} _{1}=\left(\mathbf {a} \cdot \mathbf {\hat {b}} \right)\mathbf {\hat {b}} ,}
o
{\displaystyle \mathbf {a} _{1}={\frac {\mathbf {a} \cdot \mathbf {b} }{\left\|\mathbf {b} \right\|^{2}}}{\mathbf {b} }={\frac {\mathbf {a} \cdot \mathbf {b} }{\mathbf {b} \cdot \mathbf {b} }}{\mathbf {b} }~.}

### Resto escalar
En dos dimensiones, el resto escalar es equivalente a la proyección de a sobre {\displaystyle \mathbf {b} ^{\perp }={\begin{pmatrix}-\mathbf {b} _{y}&\mathbf {b} _{x}\end{pmatrix}}}, que es {\displaystyle \mathbf {b} ={\begin{pmatrix}\mathbf {b} _{x}&\mathbf {b} _{y}\end{pmatrix}}} girado 90° hacia la izquierda. Por eso,
{\displaystyle a_{2}=\left\|\mathbf {a} \right\|\sin \theta ={\frac {\mathbf {a} \cdot \mathbf {b} ^{\perp }}{\left\|\mathbf {b} \right\|}}={\frac {\mathbf {a} _{y}\mathbf {b} _{x}-\mathbf {a} _{x}\mathbf {b} _{y}}{\left\|\mathbf {b} \right\|}}.}
Este producto escalar se denomina "producto escalar perpendicular".

### Resto vectorial
Por definición,
{\displaystyle \mathbf {a} _{2}=\mathbf {a} -\mathbf {a} _{1}}
Por eso,
{\displaystyle \mathbf {a} _{2}=\mathbf {a} -{\frac {\mathbf {a} \cdot \mathbf {b} }{\mathbf {b} \cdot \mathbf {b} }}{\mathbf {b} }.}

## Propiedades

If 0° ≤ θ ≤ 90°, as in this case, the proyección escalar of a on b coincides with the length of the vector projection.

### Proyección escalar
La proyección escalar de a sobre b es un escalar que tiene signo negativo si 90 grados < θ ≤ 180 grados. Coincide con la longitud ‖c‖ de la proyección del vector si el ángulo es menor que 90°. Más exactamente:
- a1=  ‖a1‖ si (0° ≤ θ < 90°),
- a1=  0 si (θ = 90°),
- a1= −‖a1‖ si (90° < θ ≤ 180°).

### Proyección vectorial
La proyección vectorial de a sobre b es un vector a1 que es nulo o paralelo a b. Más exactamente:
- a1= 0 si θ= 90°,
- a1 y b tienen la misma dirección si 0° ≤ θ < 90°,
- a1 y b tienen direcciones opuestas si 90° < θ ≤ 180°.

### Resto vectorial
El vector resto de a en b es un vector a2 que es nulo u ortogonal a b. Más exactamente:
- a2= 0 si θ= 0° o θ= 180°,
- a2 es ortogonal a b si (0 < θ < 180°),

## Representación matricial
La proyección ortogonal se puede representar mediante una matriz de proyección. Para proyectar un vector sobre el vector unitario a= (ax, ay, az), sería necesario multiplicarlo por esta matriz de proyección:
{\displaystyle P_{\mathbf {a} }=\mathbf {a} \mathbf {a} ^{\textsf {T}}={\begin{bmatrix}a_{x}\\a_{y}\\a_{z}\end{bmatrix}}{\begin{bmatrix}a_{x}&a_{y}&a_{z}\end{bmatrix}}={\begin{bmatrix}a_{x}^{2}&a_{x}a_{y}&a_{x}a_{z}\\a_{x}a_{y}&a_{y}^{2}&a_{y}a_{z}\\a_{x}a_{z}&a_{y}a_{z}&a_{z}^{2}\\\end{bmatrix}}}

## Aplicación
La proyección vectorial es una operación importante en el proceso de ortonormalización de Gram-Schmidt de bases en espacios vectoriales. También se utiliza en teorema del eje de separación para detectar si dos formas convexas se cruzan.

## Generalizaciones
Dado que las nociones de longitud de un vector y de ángulo entre vectores se pueden generalizar a cualquier espacio prehilbertiano de n dimensiones, esto también es válido para las nociones de proyección ortogonal de un vector, proyección de un vector sobre otro y resto de un vector respecto a otro.
En algunos casos, el producto interno coincide con el producto escalar. Cuando no coinciden, se utiliza el producto interior en lugar del producto escalar en las definiciones formales de proyección y resto. Para un espacio prehilbertiano tridimensional, las nociones de proyección de un vector sobre otro y de resto de un vector respecto a otro pueden generalizarse a las nociones de proyección de un vector sobre un plano y resto de un vector sobre un plano. La proyección de un vector respecto a un plano es su operador de proyección en ese plano. El resto de un vector respecto a un plano es su proyección ortogonal sobre una recta ortogonal al plano dado. Ambos son vectores. El primero es paralelo al plano, y el segundo es ortogonal al plano.
Para un vector y un plano dados, la suma de proyección y resto es igual al vector original. De manera similar, para espacios de productos internos con más de tres dimensiones, las nociones de proyección sobre un vector y de resto respecto a un vector pueden generalizarse a las nociones de proyección sobre un hiperplano y de resto respecto a un hiperplano. En álgebra geométrica, se pueden generalizar aún más a las nociones de proyección y resto de un multivector general hacia/desde cualquier k-lámina invertible.